# Bozjoertsi
Bozjoerisjte (Bulgaars: Божурци) is een dorp in Bulgarije. Zij is gelegen in de gemeente Tsjernootsjene in de oblast Kardzjali. Het dorp ligt 13 km ten noorden van Kardzjali en 195 km ten zuidoosten van de hoofdstad Sofia.

## Bevolking
In de eerste volkstelling van 1934 registreerde het dorp 47 inwoners. Dit aantal groeide tot een officiële hoogtepunt van 356 inwoners in 1985. Vanaf dat moment is het inwonersaantal afgenomen. Op 31 december 2019 telde het dorp 238 inwoners.
Van de 248 inwoners reageerden er 240 op de optionele volkstelling van 2011. Van deze 240 respondenten identificeerden 238 personen zichzelf als Bulgaarse Turken (99,2%), terwijl 2 personen ondefinieerbaar waren.
Van de 248 inwoners in februari 2011 werden geteld, waren er 36 jonger dan 15 jaar oud (14,5%), gevolgd door 173 personen tussen de 15-64 jaar oud (69,8%) en 39 personen van 65 jaar of ouder (15,7%).